# International Floorball Federation
International Floorball Federation (IFF), grundlagt 12. maj 1986 i Huskvarna, er en organisation for floorball, der repræsenterer sporten verden over. Den er medlem af GAISF General Association of International Sports Federation. Organisationen har 44 forbund og mere end 270.700 spillere i 3.860 foreninger (pr. 2007). IFF har hovedsæde i Helsinki, Finland.
IFF fremsatte i 2007 et mål for at få floorball anerkendt af IOC og gøre sporten til en af de olympiske sportsgrene inden 2020.

## Medlemslande
| - Grundlæggere - Finland - Sverige - Schweiz - Siden 1991 - Danmark - Norge - Siden 1992 - Ungarn - Siden 1993 - Rusland - Tjekkiet - Siden 1994 - Tyskland - Estland - Letland - Japan - USA | - Siden 1995 - Belgien - Singapore - Siden 1996 - Australien - Siden 1997 - Storbritannien - Østrig - Polen - Siden 1998 - Brasilien - Holland - Slovakiet - Siden 2001 - Italien - Canada - New Zealand - Slovenien - Spanien | - Siden 2002 - Georgien - Indien - Malaysia - Siden 2003 - Frankrig - Siden 2004 - Pakistan - Siden 2005 - Island - Liechtenstein - Sydkorea - Ukraine - Siden 2006 - Armenien - Mongoliet - Siden 2007 - Moldavien - Irland - Israel - Serbien - Argentina - Thailand |